# Гомкур (Ивлен)
Гомкур (фр. Gommecourt) је насељено место у Француској у региону Париски регион, у департману Ивлен.
По подацима из 2011. године у општини је живело 666 становника, а густина насељености је износила 117,46 становника/km².

## Демографија
| 1962. | 1968. | 1975. | 1982. | 1990. | 2011. |
| ----- | ----- | ----- | ----- | ----- | ----- |
| 394   | 376   | 405   | 454   | 559   | 666   |